# Mike Hawthorn
 (mars 2025).
Si vous disposez d'ouvrages ou d'articles de référence ou si vous connaissez des sites web de qualité traitant du thème abordé ici, merci de compléter l'article en donnant les références utiles à sa vérifiabilité et en les liant à la section « Notes et références ».
Pour les articles homonymes, voir Hawthorn.
Mike Hawthorn, né le 10 avril 1929 à Mexborough, dans le Yorkshire (Angleterre), et mort le 22 janvier 1959 dans un accident de la route à Guildford, est un pilote automobile anglais. Célèbre pour le nœud papillon qu'il arborait en compétition, il est devenu en 1958 au volant d'une Ferrari le premier pilote britannique à remporter un titre de champion du monde de Formule 1. Il est également connu pour son implication controversée dans le drame des 24 Heures du Mans 1955, course qu'il remporte sur une Jaguar.

## Biographie

### Une ascension fulgurante
John Michael Hawthorn, surnommé Mike, abandonne ses études à l'âge de 17 ans pour se lancer dans la compétition. Il ne fait que suivre l'exemple de son père Leslie, passionné de sport mécanique et qui lui-même courut à un niveau amateur des compétitions motocyclistes. Avec l'argent économisé grâce à son emploi de mécanicien dans un garage de Guildford, il achète en 1947 une moto qu'il engage avec succès dans des épreuves de trial. Avec l'aide de son père, il passe rapidement à l'automobile et accède en 1951 à des compétitions de Formule 2 au volant d'une Cooper Bristol, alors qu'il est imbattable durant la saison sur Riley TT Sprite en Grande-Bretagne sur voitures de sport.
En 1952, il participe également à plusieurs épreuves du championnat du monde des pilotes, qui se disputent cette année-là sous la réglementation Formule 2 et non Formule 1. Plusieurs exploits du jeune Britannique (3e du Grand Prix de Grande-Bretagne, 4e en Belgique et aux Pays-Bas) attirent l'œil des écuries les plus prestigieuses. C'est tout d'abord Jaguar qui lui propose un volant dans son équipe d'endurance puis la Scuderia Ferrari qui lui offre une place en championnat du monde. Hawthorn décide de prendre le chemin de l'Italie, devenant le premier pilote de son pays depuis Richard Seaman dans les années 1930 à rejoindre une écurie officielle en Grand Prix.

### Deux saisons chez Ferrari

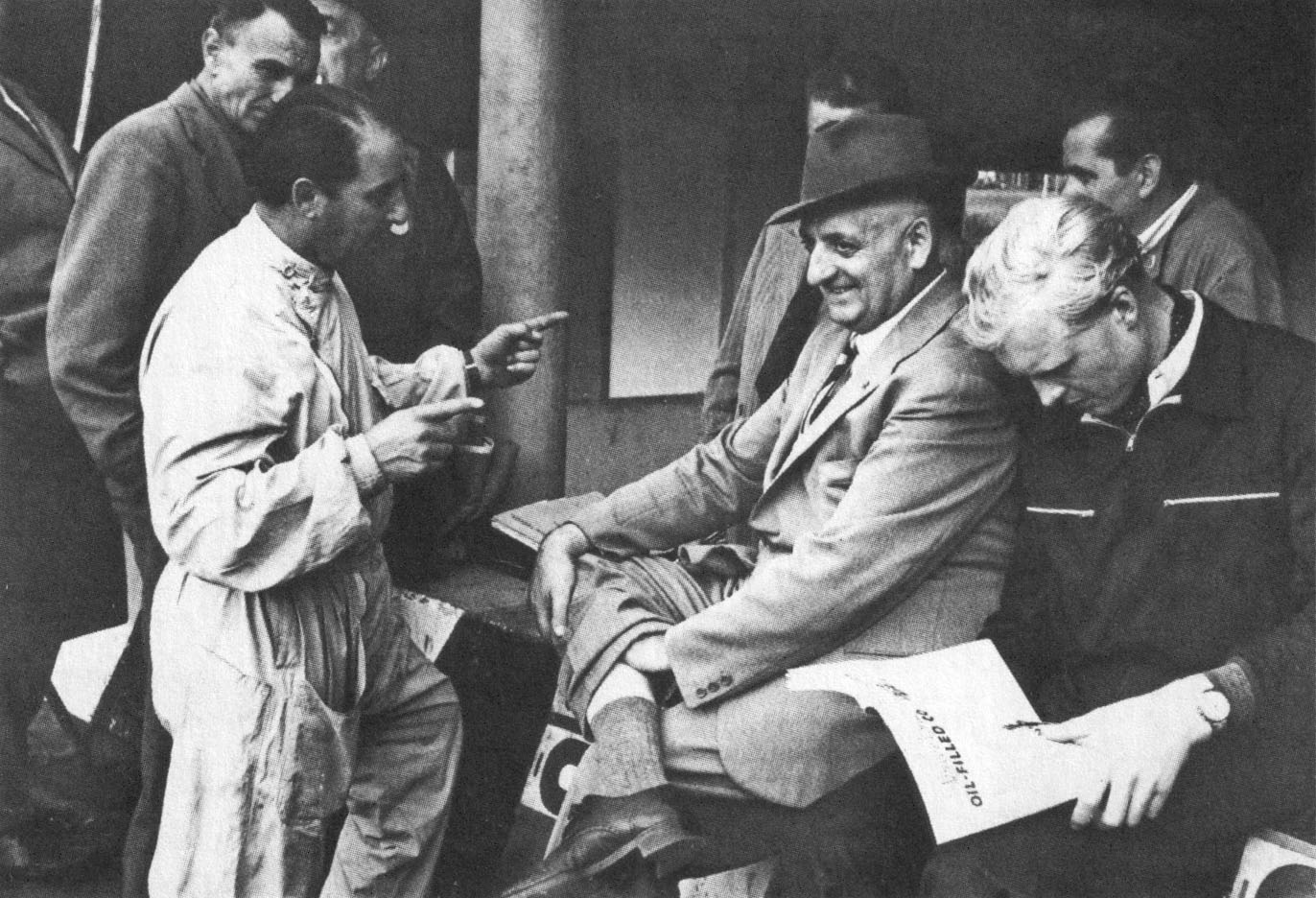
Mike Hawthorn, à droite, dans un moment de détente sur le circuit de Monza en 1953, aux côtés d'Enzo Ferrari.

La saison 1953 est dominée par Ferrari, mais le jeune Hawthorn subit le plus souvent la loi de son coéquipier, le champion en titre Alberto Ascari. Il s'avère néanmoins un précieux coéquipier, face à la montée en puissance de l'armada Maserati emmenée par l'Argentin Juan Manuel Fangio.
L'affrontement Ferrari-Maserati culmine à Reims, à l'occasion du Grand Prix de France, présenté par les journalistes de l'époque comme « la course du siècle ». Pour une fois, Ascari faillit dans son rôle de leader de la Scuderia, ce qui semble ouvrir la porte au premier succès d'une Maserati, avec Fangio au volant. Mais Hawthorn se montre à la hauteur de l'événement et au prix d'une manœuvre audacieuse, souffle la victoire au Maestro argentin dans le tout dernier virage de la course. Avec deux autres podiums durant l'année, il se classe à la quatrième place du championnat du monde.
Devenu le leader de la Scuderia à la suite du départ d'Ascari chez Lancia, il réalise une saison 1954 de qualité et décroche un deuxième succès en Grand Prix, cette fois en Espagne, mais est globalement impuissant sur l'ensemble de l'année, face aux irrésistibles « Flèches d'Argent » Mercedes. Il termine troisième (juste derrière son coéquipier José Froilán González) de ce championnat dominé par Fangio.

### Le drame des 24 Heures du Mans 1955
Réussie d'un point de vue sportif, l'année 1954 aura par contre été douloureuse d'un point de vue personnel. Mike a tout d'abord le malheur de perdre son père, tué dans un accident de la route. Il est ensuite la cible d'une violente campagne médiatique orchestrée par les tabloïds de son pays qui lui reprochent de ne pas avoir rempli ses obligations militaires (Hawthorn avait été réformé en raison d'une insuffisance rénale chronique) et de préférer se couvrir de gloire en faisant gagner des voitures étrangères plutôt que défendre sa patrie. Pour des raisons essentiellement personnelles (notamment la gestion du garage familial), Hawthorn décide donc de ne pas renouveler son contrat avec Ferrari et de revenir en Angleterre pour la saison 1955.
Si ce choix le condamne à faire de la figuration en Formule 1, puisqu'il ne trouve pas mieux que la modeste écurie Vanwall pour l'accueillir, cela lui permet d'intégrer l'équipe Jaguar en endurance où il remplace Stirling Moss parti chez Mercedes.

Schéma de l'accident du Mans

Pour Hawthorn comme pour Jaguar, le grand rendez-vous de l'année est prévu aux 24 Heures du Mans où est attendu un affrontement au sommet entre les armadas Jaguar, Ferrari et Mercedes. Après un feu de paille de la Ferrari de l'équipage Castellotti-Marzotto, le début de course est marqué par le duel au sommet que se livrent Juan Manuel Fangio (Mercedes) et Mike Hawthorn. Chose rare dans une épreuve d'endurance, les deux hommes se battent sur un rythme de Grand Prix, refusant de concéder le moindre dixième de seconde. À l'issue du 35e tour, il est prévu chez Jaguar d'arrêter Hawthorn pour un ravitaillement. Cela n'empêche pas le pilote britannique, qui a quelques longueurs d'avance sur Fangio, de poursuivre sur un rythme élevé. Avant de rentrer aux stands, il prend un tour à la Mercedes du Français Pierre Levegh, puis dépasse l'Austin-Healey (une voiture d'une catégorie inférieure) de son compatriote Lance Macklin avant de freiner brutalement et d'obliquer sur sa droite vers l'allée des stands, déclenchant involontairement l'horreur derrière lui. Surpris par la manœuvre d'Hawthorn, Macklin doit faire un écart à gauche pour l'éviter, ce que n'a pas anticipé Levegh qui arrive juste derrière lui. Levegh, qui avait levé le bras à Maison Blanche pour avertir Fangio d'attendre avant de le dépasser, n'a aucun moyen d'éviter l'Austin, bien que des traces de freinage aient été relevées ultérieurement.
Sa Mercedes décolle littéralement sur l'Austin, retombe sur le muret séparant la piste des tribunes, et se disloque sous l'impact. Plusieurs éléments sont catapultés dans les tribunes, dont le moteur, le train avant et l'aéro-frein, tuant plus de 80 personnes. Levegh est tué sur le coup tandis que trois personnes dont un gendarme sont fauchées par la voiture en perdition de Macklin (qui, à la suite d'un dérapage en travers de la piste, précède celle d'Hawthorn dans les stands). Hawthorn, témoin de la catastrophe qui se déroule devant lui, rate son stand devant lequel la voiture de Lance Macklin vient de rebondir, traverse la zone de ravitaillement et repart pour un tour.
La course poursuite entre la Mercedes de l'équipage Moss-Fangio (lequel est miraculeusement parvenu à passer au travers du chaos) et la Jaguar de l'équipage Hawthorn-Bueb continue jusqu'à la nuit. La direction de Mercedes à Stuttgart ordonne le retrait des deux Flèches d'Argent encore en course, dont celle de Moss-Fangio alors en tête, et invite Jaguar a en faire de même. Sans rivaux, Hawthorn et Bueb remportent la course. Face à un drame d'une telle ampleur, les médias et l'opinion publique s'empressent de rechercher des responsabilités. Pour sa manœuvre de rentrée aux stands, Hawthorn est pointé du doigt, d'autant plus que des témoins du drame l'accusent, mais l'enquête officielle le mettra hors de cause, concluant à un fait de course.
Ce drame a fait l'objet d'un volet de l'émission Mystères d'archives et d'une émission intitulée 24 Heures du Mans 1955 : la course de la mort sur la chaîne de télévision franco-allemande Arte.

### Passage à vide en Formule 1
Comme prévu, la saison de F1 tourne au fiasco. La Vanwall s'avère peu compétitive et au bout de quelques laborieuses participations, Hawthorn parvient à casser son contrat d'un commun accord avec son employeur. Il reçoit une offre de Lancia pour remplacer Alberto Ascari qui s'est tué, mais les soucis financiers de l'équipe italienne ne permettent pas à l'accord de se concrétiser. Ayant conservé d'excellents rapports avec Enzo Ferrari, c'est donc au sein de la Scuderia qu'il termine la saison, mais sans résultats notables, l'écurie au cheval cabré traversant elle aussi une grave crise financière.
Toujours attaché à l'idée de rester en Angleterre, il se laisse tenter en 1956 par le très patriotique projet British Racing Motors, un constructeur dont le projet est de fédérer les compétences de tout ce que le Royaume-Uni compte comme spécialistes de sport automobile. Ironiquement, ce n'est pas sur la BRM (un fiasco) qu'il obtient son meilleur résultat, mais sur la Maserati engagée par son équipe en début d'année en Argentine et avec laquelle il décroche son seul podium de l'année.

### Retour victorieux chez Ferrari

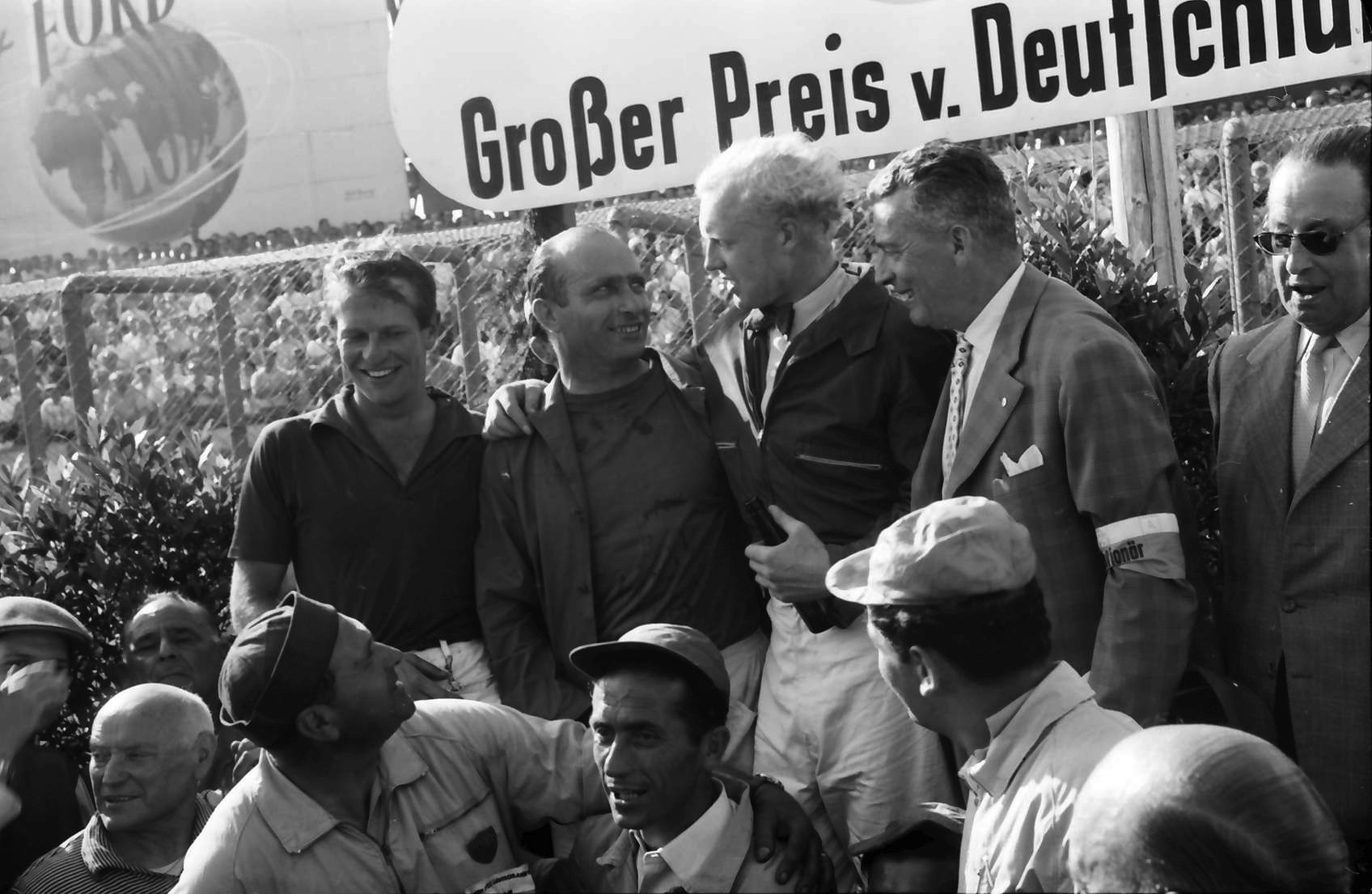
Peter Collins (troisième), le vainqueur de la course Juan Manuel Fangio sur Maserati (centre) et Mike Hawthorn (deuxième) sur le podium du Grand Prix d'Allemagne 1957.

En 1957, il rejoint pour la troisième fois la Scuderia Ferrari. Ce retour au sein de l'écurie championne du monde en titre (avec Fangio, qui est parti durant l'hiver) s'avère plus compliqué que prévu, parce que Fangio, parti chez Maserati, domine les débats de toute sa classe. L'impuissance de Hawthorn à son égard culmine à l'occasion du Grand Prix d'Allemagne, lorsque pourtant forts d'une avance de plus de 35 secondes à la mi-course, Hawthorn et son coéquipier Peter Collins se font mystifier par le vétéran argentin.
En 1958, à la suite de la semi-retraite de Fangio, Ferrari a enfin la voie libre. Régulier à défaut d'être particulièrement brillant (une seule victoire, au Grand Prix de France, où dans un geste chevaleresque, il refuse d'infliger un tour de retard à Fangio qui dispute la dernière course de sa carrière), Mike Hawthorn prend la tête du championnat à mi-saison et s'impose finalement d'un point devant son compatriote Stirling Moss. Les observateurs ne manquent pas de faire remarquer que Hawthorn, largement dominé par Moss lors de l'épreuve décisive à Casablanca ne doit son salut qu'aux consignes d'équipe et à la discipline de son nouvel équipier, l'Américain Phil Hill, lequel cède à l'Anglais sa deuxième place en fin de course.
Dans les jours qui suivent, le néo-champion du monde crée la surprise en annonçant qu'il met un terme à sa carrière. Très éprouvé par les accidents mortels en cours d'année de ses équipiers Luigi Musso et Peter Collins (lequel était un ami proche) ainsi que par celui de Stuart Lewis-Evans, explique ne plus éprouver de plaisir à être pilote de course. Selon le témoignage de proches, s'ajoute également la détérioration de son état de santé due à son insuffisance rénale.

## Décès accidentel
Hawthorn ne profite pas longtemps de sa retraite puisque, le 22 janvier 1959, sur une route de campagne humide, il perd le contrôle de sa puissante Jaguar et heurte une camionnette, avant de s'encastrer dans un arbre. Grièvement blessé à la tête, il meurt avant l'arrivée des secours. Les circonstances de cet accident n'ont jamais été totalement élucidées, si ce n'est que l'on sait qu'il avait rencontré son ami Robert Walker (propriétaire d'une écurie de Formule 1) et avait improvisé une course avec la Mercedes 300SL de ce dernier. On parlera d'un accélérateur bloqué, d'une monte de pneumatique inadaptée à une route mouillée, mais également d'un possible malaise d'Hawthorn, lié à son insuffisance rénale.
Deux jours plus tôt, une grande cérémonie avait eu lieu en son honneur et en guise de cadeau de départ à la retraite, un bar en bois avec une vingtaine de bouteilles d'alcool lui avait été offertes.

## Résultats en championnat du monde de Formule 1
| Saison | Écurie                                           | Châssis                              | Moteur                        | Pneus                  | GP disputés | Victoires | Pole positions | Records du tour | Points inscrits | Classement |
| ------ | ------------------------------------------------ | ------------------------------------ | ----------------------------- | ---------------------- | ----------- | --------- | -------------- | --------------- | --------------- | ---------- |
| 1952   | LD Hawthorn AHM Bryde                            | Cooper T20                           | Bristol l6                    | Dunlop                 | 5           | 0         | 0              | 0               | 10              | 4e         |
| 1953   | Scuderia Ferrari                                 | Ferrari 500                          | Ferrari l4                    | Pirelli                | 8           | 1         | 0              | 0               | 27              | 4e         |
| 1954   | Scuderia Ferrari                                 | Ferrari 625 Ferrari 553              | Ferrari l4                    | Pirelli                | 8           | 1         | 0              | 1               | 24,64           | 3e         |
| 1955   | Vandervell Products Ltd Scuderia Ferrari         | Vanwall VW55 Ferrari 555 Ferrari 625 | Vanwall l4 Ferrari l4         | Pirelli Englebert      | 5           | 0         | 0              | 0               | 0               | Nc.        |
| 1956   | Owen Racing Organisation Vandervell Products Ltd | Maserati 250F BRM P25 Vanwall VW2    | Maserati l6 BRM l4 Vanwall l4 | Pirelli Dunlop Pirelli | 3           | 0         | 0              | 0               | 4               | 11e        |
| 1957   | Scuderia Ferrari                                 | Ferrari 801                          | Ferrari V8                    | Englebert              | 6           | 0         | 0              | 0               | 13              | 4e         |
| 1958   | Scuderia Ferrari                                 | Ferrari D246                         | Ferrari V6                    | Englebert              | 10          | 1         | 4              | 5               | 49              | Champion   |

## Victoires en championnat du monde de Formule 1
| # | Année | Manche | Grand Prix | Circuit   | Écurie  | Voiture |
| - | ----- | ------ | ---------- | --------- | ------- | ------- |
| 1 | 1953  | 05/09  | France     | Reims     | Ferrari | 500     |
| 2 | 1954  | 09/09  | Espagne    | Pedralbes | Ferrari | 553     |
| 3 | 1958  | 06/11  | France     | Reims     | Ferrari | D246    |

## Autres victoires
Voitures de sport :
- Goodwood International, en 1952 sur Jaguar C-Type ;
- Silverstone International, en 1953 sur Ferrari 340 MM ;
- 24 Heures de Spa, en 1953 sur Ferrari 375 MM ;
- 12 Heures de Pescara, en 1953 sur Ferrari 375 MM ;
- Supercortemaggiore, en 1954 et 1956 (pour Ferrari) ;
- RAC Tourist Trophy, en 1954 sur Ferrari 750 Monza ;
- 12 Heures de Sebring 1955 sur Jaguar D-Type ;
- Grand Prix de Suède, en 1956 sur Ferrari 290 MM ;
- 1 000 kilomètres de Buenos Aires, en 1958 sur Ferrari 250 TR.

## Résultats aux 24 heures du Mans
| Année | Équipe           | Voiture           | Équipiers       | Résultats |
| ----- | ---------------- | ----------------- | --------------- | --------- |
| 1953  | Scuderia Ferrari | Ferrari 340 MM    | Giuseppe Farina | Abandon   |
| 1955  | Jaguar Cars Ltd  | Jaguar Type D     | Ivor Bueb       | 1er       |
| 1956  | Jaguar Cars Ltd  | Jaguar Type D     | Ivor Bueb       | 6e        |
| 1957  | Scuderia Ferrari | Ferrari 335 S     | Luigi Musso     | Abandon   |
| 1958  | Scuderia Ferrari | Ferrari 250 TR 58 | Peter Collins   | Abandon   |